# Chthonius cavernarum
Espèce
Chthonius cavernarum est une espèce de pseudoscorpions de la famille des Chthoniidae.

## Distribution
Cette espèce se rencontre en Roumanie, en Slovénie et en Italie.

## Description
L'holotype mesure 2,36 mm.

## Publication originale
- Ellingsen, 1909 : Contributions to the knowledge of the pseudoscorpions from material belonging to the Museo Civico in Genova. Annali del Museo Civico di Storia Naturale di Genova, sér. 3, vol. 4, p. 205-220 (texte intégral).